# Лукас Мертенс
Лукас Мертенс (нім. Lukas Märtens, 27 грудня 2001) — німецький плавець.
Учасник Олімпійських Ігор 2020 року, де в попередніх запливах на дистанціях 200, 400 і 1500 метрів вільним стилем посів, відповідно, 17-те, 12-те і 11-те місця й не потрапив до фіналів. В естафеті 4x200 метрів вільним стилем його збірна посіла 7-ме місце. У 2022 році став срібним призером чемпіонату світу. На Олімпійських іграх 2024 завоював золоту медаль на дистанції 400 м. вільним стилем.